# Dichelachne
Dichelachne là một chi thực vật có hoa trong họ Hòa thảo (Poaceae).

## Loài
Chi Dichelachne gồm các loài: